# Canoê
Canoê (Kanoê), pleme američkih Indijanaca porodice tupari, velika porodica tupian, koje živi na području brazilske države Rondônia uz rijeku Rio Omere.
Prema PIB-u (Povos Indígenas no Brasil) njihovo brojno stanje iznosilo je 61 (1990.). Godine 1995. otkrivena je jedna njihova nepoznata skupina, kao i skupina Tupari Indijanaca, koju je izučavao jezikoslovac Nilson Gabas Junior. Trećeg dana rujna 1995, otkrivena su prva dva Canoê Indijanca na rječici Umere
Canoê se ne smiju brkat s plemenom Kanoê ili Capixana iz iste države koje govori posebnim izoliranim jezikom.